# Vasivaea
Vasivaea  es un género de fanerógamas con dos especies perteneciente a la familia Malvaceae. 

## Especies
| - Vasivaea alchorneoides - Vasivaea podocarpa |

- Datos: Q10389374
- Especies: Vasivaea